# I'll Be Home for Christmas
Pour les articles homonymes, voir I'll Be Home for Christmas (homonymie).
I'll Be Home for Christmas est un chant de Noël enregistré pour la première fois en 1943 par Bing Crosby qui entre au Top 10 avec ce titre. La chanson est depuis devenue un standard de Noël.

## Thème
La chanson est chantée du point de vue d'un soldat étranger durant la Seconde Guerre mondiale qui écrit une lettre à sa famille. Dans le message, il dit qu'il va venir à la maison, et prévient sa famille qu'elle peut préparer la fête et compter sur lui pour être revenu. La chanson se termine sur une note mélancolique, avec la phrase « I'll be home for Christmas, if only in my dreams » (« Je serai à la maison pour Noël, si ce n'est dans mes rêves »).

## Enregistrements

### Bing Crosby
La chanson a été écrite par le parolier Kim Gannon et le compositeur Walter Kent. Le 4 octobre 1943, Bing Crosby enregistre chez Decca Records la chanson sous le titre I'll Be Home for Christmas (If Only In My Dreams) avec le John Scott Trotter Orchestra. Le titre sort comme single, Decca 18570A, Matrix #L3203, réédité en 1946 sur Decca 23779. Buck Ram, qui avait déjà écrit un poème et une chanson avec le même titre, a été crédité en tant que coauteur de la chanson à la suite d'un procès.  
Moins d'un mois après sa sortie, la chanson se classe pendant 11 semaines, avec une pointe à la troisième place. L'année suivante, la chanson atteint la 19e place des charts. Cette chanson a permis à Bing Crosby de remporter son cinquième disque d'or.

### Reprises
I'll Be Home for Christmas a été réenregistré par de grands artistes dont Perry Como (1946), Frank Sinatra (1957), Elvis Presley (1957), Jackie Wilson (1963), Doris Day (1964), Dean Martin (1966), permettant au titre de gagner en popularité et de devenir un véritable standard repris par de nombreux artistes ;
- Aimee Mann (One More Drifter in the Snow, 2006)
- Al Green (Feels Like Christmas)
- Aly & AJ (Acoustic Hearts of Winter, 2006)
- Amy Grant
- Andy Williams
- Anne Murray
- Aqua Teen Hunger Force (Have Yourself A Meaty Little Christmas, 2009)
- B.B. King
- Barbra Streisand (The Classic Christmas Album, 2001)
- BarlowGirl (Home for Christmas, 2008)
- The Beach Boys (The Beach Boys' Christmas Album, 1964)
- Bette Midler (Cool Yule, 2006)
- Blake Shelton (Cheers, It's Christmas)
- Bob Dylan (Christmas in the Heart, 2009)
- Bobby Vee
- Brad Paisley
- Brian McKnight (I'll Be Home for Christmas, 2008)
- The Carpenters (Christmas Collection, 1984)
- Carrie Underwood avec Elvis Presley (Christmas Duets, 2008)
- Cascada (It's Christmas Time, 2012)
- Celtic Woman  (Home For Christmas, 2012)
- Chicago (Chicago XXXIII: O Christmas Three, 2011)
- Colbie Caillat (Christmas in the Sand, 2012)
- Connie Francis
- Dannii Minogue
- David Archuleta (Christmas from the Heart, 2009)
- Dean Martin ("The Dean Martin Christmas Album", 1966)
- Diana Krall (Christmas Songs, 2005)
- Diamond Rio
- Diane Schuur
- Dolly Parton (Home For Christmas, 1990)
- Donna Summer (Christmas Spirit Album, 1984)
- Doris Day (The Doris Day Christmas Album, 1964)
- Drew Seeley (Disney Channel Holiday, 2007)
- Dwight Yoakam
- Elvis Presley (Elvis' Christmas Album, 1957)
- Fats Domino
- Frankie Avalon
- Girl in a Coma (A Blackheart Christmas - *Blackheart Records, 2008) *Joan Jett's Record Label
- Glen Campbell
- Gloria Estefan
- Harry Connick, Jr. (Harry for the Holidays, 2003)
- Jackie Evancho (Heavenly Christmas, 2011)
- Jackie Gleason
- Jackie Wilson (Merry Christmas From Jackie Wilson, 1963)
- Jennifer Warnes (The Tradition of Christmas, 1991)
- Jessica Simpson (Happy Christmas , 2010)
- Jillian Hall (A Jingle with Jillian, 2007)
- Jimmy Buffett
- Joe Williams
- John Berry
- John Travolta et Olivia Newton-John (This Christmas, 2012)
- Johnny Cash
- Johnny Mathis
- Jordin Sparks (This Christmas Soundtrack, 2007)
- Josh Groban (Noël, 2007)
- Justin Guarini
- Katharine McPhee (2009)
- Kelly Clarkson (iTunes Session, 2011 et Wrapped in Red, 2013)
- Kenny Chesney
- Kokia (Christmas Gift, 2008)
- Kristin Chenoweth (A Lovely Way to Spend Christmas, 2008)
- Lady Antebellum (On This Winter's Night, 2012)
- Lea Michele (Glee: The Music, The Christmas Album Volume 3)
- Leon Redbone
- Linda Ronstadt (A Merry Little Christmas, 2000)
- Lonestar
- Martina McBride (White Christmas, 1998)
- Matchbook Romance (A Santa Cause: It's a Punk Rock Christmas)
- Matthew Morrison (A Classic Christmas, 2013)
- Michael Bublé (Michael Bublé Special Fan Edition, 2003, Christmas, 2011)
- Mindy Smith
- Neil Diamond
- Oscar Peterson (An Oscar Peterson Christmas, 1995)
- The Osmonds
- Pat Boone
- Peabo Bryson et Roberta Flack
- Percy Faith
- Plácido Domingo, including a duet with Tony Bennett (Concert: Our Favourite Things: Christmas in Vienna Vienna, 2000)
- The Platters
- Plus One (Medley in Christmas)
- Rascal Flatts (Greatest Hits Volume 1 (Bonus Track), 2008)
- Reba McEntire
- Roch Voisine (Album de Noël, 1999)
- Sara Evans
- Sarah McLachlan
- Scott Weiland (The Most Wonderful Time of the Year, 2011)
- She and Him (A Very She and Him Christmas, 2011)
- Slim Whitman
- Smokey Robinson & The Miracles (Christmas with The Miracles, 1963)
- Spyro Gyra
- Sufjan Stevens
- Suzy Bogguss
- Take 6 (The Most Wonderful Time of the Year, 2010)
- Toby Keith
- Tony Bennett (A Swingin' Christmas, 2008)
- Twisted Sister with Lita Ford (A Twisted Christmas, 2006)
- Vanessa L. Williams
- Vince Gill
- Whitney Houston (One Wish: The Holiday Album, 2003)
- Wynonna Judd